# 박정우 (영화 감독)
박정우(1969년 ~ )는 대한민국의 영화 감독이자 각본가이다. 주유소 습격 사건, 선물 (2001년 영화), 신라의 달밤 (영화), 라이터를 켜라, 광복절 특사 등의 각본을 맡았다. 장편 영화 바람의 전설 (2004년 영화)로 감독 데뷔했다.

## 참여 작품

### 감독
- 바람의 전설 (2004년 영화)
- 쏜다
- 연가시 (영화)
- 판도라 (2016년 영화)

### 조감독
- 너에게 나를 보낸다
- 오아시스 (2002년 영화)

### 각본
- 키스할까요?
- 주유소 습격 사건
- 선물 (2001년 영화)
- 신라의 달밤 (영화)
- 라이터를 켜라
- 광복절 특사
- 바람의 전설 (2004년 영화)
- 쏜다
- 연가시 (영화)
- 판도라 (2016년 영화)

### 프로듀서
- 바람의 전설 (2004년 영화)